# Jack Wetney
Jack Wetney (4 marzo 1990) è un calciatore e giocatore di calcio a 5 salomonese.

## Carriera
Wetney ha disputato due edizioni della Coppa del Mondo con la nazionale salomonese di calcio a 5.